# 御名部皇女
御名部皇女（660年—？），飛鳥時代皇族，元明天皇同母姊。她是天智天皇的女兒，母親是飛鳥時代豪族蘇我倉山田石川麻呂之女。大寶律令實施後被稱為御名部內親王。她也是高市皇子妃，生下高市皇子第一子長屋王。
卒年不詳。一般認為長屋王於728年（神龜5年）奉納了長屋王願經（神龜經）（寫經目的是為了吊唁父母），所以御名部皇女是在神龜5年前去世。
《萬葉集》中有御名部皇女為激勵妹妹元明天皇而作的歌。